# Сафаров, Афган Гейдар оглы
Афган Гейдар оглы Сафаров (азерб. Əfqan Heydər oğlu Səfərov; 19 июля 1918, Мурадбейли — февраль 1980) — азербайджанский советский тренер и судья по лёгкой атлетике, член спортивного общества «Динамо» (Баку), заслуженный тренер СССР, заслуженный деятель физической культуры и спорта Азербайджанской ССР, почётный судья по спорту СССР. Тренер сборной СССР по лёгкой атлетике (1947—1975).
Воспитал шесть рекордсменов мира, восемь рекордсменов Европы и 19 рекордсменов СССР. Среди воспитанников Сафарова были такие атлеты, как чемпионы СССР и призёры Олимпийских игр Юрий Коновалов и Александр Корнелюк, мастера спорта СССР, рекордсмены мира и СССР Станислав Ненашев, Хандадаш Мадатов, Зиба Алескерова и др. Награждён орденом Трудового Красного Знамени и медалями. Отличник физической культуры (1950).

## Биография
Родился 19 июля 1918 года в селе Мурадбейли Шушинского уезда Елизаветпольской губернии Азербайджанской Демократической Республики (ныне — село Агдамского района Азербайджана). По-национальности — азербайджанец. В детстве он круглый год босиком бегал в школу, собирал колоски, чтобы накормить семью, работал на ткацкой фабрике, учился на рабочем факультете Института народного хозяйства.
Вскоре стал заниматься бегом на средние дистанции, впоследствии в беге на 400 и 800 метров неоднократно становился чемпионом и рекордсменом Азербайджанской ССР. Представлял Азербайджанскую ССР на чемпионате СССР 1944 года в Москве и чемпионате СССР 1946 года в Днепропетровске.
Афган Сафаров был участником Великой Отечественной войны, имел звание капитана интендантской службы, снабжал хлебом армии, оборонявшие Ленинград. Сафаров в годы войны занимал должность начальника АХО УЗВЦ НКО № 398. С июля 1942 года по июль 1944 года был диспетчером РС Центра НКО № 28. В 1945 году был награждён медалью «За оборону Кавказа».
В мае 1945 года потерял и отца и скончавшегося после тяжёлого ранения старшего брата. Последними словами отца Сафарова были «Я умру, а ты учись». Сафаров сам вырастил своих младших братьев и сестёр, женил их и выдал замуж, а также заботился о своей полуслепой матери. Своей семьи у Афгана не было.

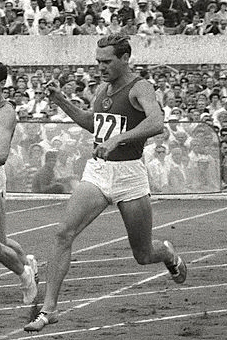
Воспитанник Афгана Сафарова двукратный серебряный призёр Олимпиад Юрий Коновалов на Олимпийских играх 1960 года в Риме

Тренерскую деятельность Сафаров начал в 1937 году в Азербайджанском Совете спортивного общества «Динамо». После окончания войны Сафаров окончил Азербайджанский государственный институт физической культуры и создал в школе № 10 секцию «Юный динамовец». В тяжёлые послевоенные годы тренировал Станислава Ненашева, ставшего позднее рекордсменом мира по метанию молота. С 1947 по 1975 год Афган Сафаров был тренером сборной СССР по лёгкой атлетике. В 1947 году вступил в КПСС. С этого же года являлся судьёй всесоюзной категории.
Сафаров привёл в лёгкую атлетику и Хандадаша Мадатова, который до этого играл в волейбольной команде «Астара». Мадатов позднее принимал участие в Олимпийских играх 1952 года, становился чемпионом СССР и первым из учеников Сафарова стал мастером спорта СССР. Всего же Афган Сафаров вырастил более 50 мастеров спорта СССР. Любимым же учеником Сафарова был бакинец Александр Корнелюк, чемпион СССР и серебряный призёр Олимпийских игр 1972 в Мюнхене. Первая женщина-азербайджанка, получившая звание мастера спорта СССР, Зиба Алескерова также была воспитанницей Афгана Сафарова. Учеником Афгана Сафарова был также серебряный призёр Олимпийских игр 1956 года в Мельбурне и Игр 1960 года в Риме Юрий Коновалов.
К 1974 году воспитанники Сафарова установили 119 юношеских рекордов страны. За подготовку легкоатлетов Азербайджана Афгану Сафарову было присвоено звание Заслуженного тренера СССР. Он также был советчиком бегунам Литвы, метателям Кишинёва и прыгунам из Армении. Среди воспитанников Афгана Сафарова есть шесть рекордсменов мира, восемь рекордсменов Европы и 19 рекордсменов СССР по лёгкой атлетике.
В 1957 году Сафарову было присвоено звание Заслуженного тренера СССР, а в 1964 году — Заслуженного деятеля физической культуры и спорта Азербайджанской ССР. В 1980 году Комитет по физической культуре и спорту при Совете Министров СССР присвоил Афгану Сафарову звание почётного судьи по спорту по лёгкой атлетике.
Также Сафаров читал лекции в Иране, Гвинее, Судане.
Скончался в феврале 1990 года.

## Награды
- орден Трудового Красного Знамени (27.04.1957) — «за успехи, достигнутые в деле развития массового физкультурного движения в стране, повышения мастерства советских спортсменов, и успешное выступление на международных соревнованиях»
- Почётная грамота Президиума Верховного Совета Азербайджанской ССР (13.08.1966)

## Память
В Азербайджане проводится турнир по лёгкой атлетике памяти Афгана Сафарова.